# 4-ニトロフェニルホスファターゼ
4-ニトロフェニルホスファターゼ(4-nitrophenylphosphatase、EC 3.1.3.41)は、以下の化学反応を触媒する酵素である。
4-ニトロフェニルリン酸 + 水{\displaystyle \rightleftharpoons }4-ニトロフェノール + リン酸
従って、この酵素の基質は4-ニトロフェニルリン酸と水の2つ、生成物は4-ニトロフェノールとリン酸の2つである。
この酵素は加水分解酵素に分類され、特にリン酸モノエステル結合に作用する。系統名は、4-ニトロフェニルリン酸 ホスホヒドロラーゼ(4-nitrophenylphosphate phosphohydrolase)である。リンデン（γ-ヘキサクロロシクロヘキサン）の分解に関与している。

## 構造
2007年末現在、1つの構造が解かれている。蛋白質構造データバンクのコードは、PDB: 1VJRである。